# Klimabündnis Hamm
Das  Klimabündnis Hamm ist eine Informations- und Aktionsplattform, die Themen aus den Bereichen Naturschutz, Umweltschutz, Klimaschutz, Energiewende, Verkehrswende und Agrarwende aufgreift.
Überregionale Bedeutung für die Klimaschutzbewegung erlangte das Klimabündnis Hamm durch die Aktion „NRW erklärt den Klimanotstand“. Im Rahmen der Kampagne „#Klimanotstand in jedem Rathaus“ pflegt das Klimabündnis Hamm einen umfangreichen Überblick aller lokalen Initiativen und Aktivitäten in Deutschland, durch die die Ausrufung des Klimanotstands auf kommunaler Ebene herbeigeführt werden soll. Zusätzlich stellt das Klimabündnis Hamm Vorlagen für die Formulierung von Klimanotstands-Anträgen durch lokale Initiativen bereit.

## Geschichte
Gegründet wurde das Klimabündnis Hamm am 18. Oktober 2014 bei einem Treffen von Mitgliedern und Vertretern mehrerer Umweltinitiativen und Verbände im Forum für Umwelt und gerechte Entwicklung (FUgE) in Hamm. Das Portal klimabuendnis-hamm.de ging im selben Monat online.
Ziel der Gründung war die Verbesserung der Zusammenarbeit von Umweltgruppen, Vereinen und Initiativen in Hamm. Themenschwerpunkt sollte Beobachtung und Dokumentation der Hammer Stadtpolitik im Hinblick auf klimawirksame und klimaschädliche Maßnahmen sein. Das Klimabündnis Hamm will Bürger zu einem klimafreundlichen Lebensstil ermuntern.
Ab Herbst 2014 beteiligte sich das Klimabündnis Hamm gemeinsam mit anderen Gruppen an regionalen Aktionen gegen das Gasbohren im Münsterland.

## Kampagne#Klimanotstand
Am 10. März 2019 startete das Klimabündnis Hamm die Aktion „NRW erklärt den Klimanotstand“ mit dem Ziel, dass sich 50 Städte und Kommunen in NRW in kommunalpolitischen Gremien (Stadträten etc.) mit dem Klimaschutz und Klimanotstand auseinandersetzen. Hierzu stellt das Klimabündnis landesspezifische Vorlagen bereit, mit deren Hilfe die lokalen Initiativen die entsprechenden Anträge einbringen können.
Aufgrund des unerwarteten Erfolges durch die „geschickte politische Kommunikation“ wurde die Aktion in die bundesweite Kampagne „#Klimanotstand in jedem Rathaus“ überführt. Seitdem führt das Klimabündnis eine Liste der Städte und Gemeinden, in denen Initiativen zur Erklärung des Klimanotstands aktiv sind. Diese wird nach eigenen Angaben mehrmals täglich aktualisiert.
Stand 19. Dezember 2019 nennt die Liste alleine für Nordrhein-Westfalen 173 Einträge, sie umfasst inzwischen das gesamte Bundesgebiet mit nochmal 88 zusätzlichen Einträgen.